# Église Saint-Jean-Baptiste de La Moussière
L'église Saint-Jean-Baptiste, ou localement l'église de La Moussière, est une église de religion catholique, située en Haute-Savoie, sur la commune de Saint-Jean-d'Aulps.

## Historique
La chapelle de la Moussière est mentionnée dans une bulle papale en 1180. Cet acte reconnaît l'appartenance de l'édifice à l'abbaye d'Aulps. Son édification est considérée comme récente selon un acte de 1205. La chapelle ou son curé sont régulièrement mentionnés au cours du XIIIe siècle.
Le rayonnement religieux se fait entre le Bas-Thex et le haut de la vallée. Les liens entre la communauté et l'abbaye fait l'objet de « Statuts » au cours de l'année 1310, ce qui semble également avoir joué un rôle pour la cure et le monastère. La chapelle devient église et le centre d'un archiprêtré vers la fin du XVIe siècle. 
L'église est détruite par un incendie au cours de la nuit du 11 au 12 mars 1823. En réaction, les habitants détruisent l'abbatiale Notre-Dame afin d'éviter que le centre religieux y soit transféré. Les habitants du hameau de la Moussière veulent que l'église soit reconstruite au même endroit. Toutefois, le site est soumis aux risques liés à la montagne. Malgré tout, recevant l'appui des autorités turinoises, le Chablais partie du duché de Savoie appartient au royaume de Sardaigne, le projet de reconstruction de l'église à la Moussière est validée. L'église est consacré en 1834. Le bâtiment est en ruine en 1860 et l'on interdit son accès six ans plus tard.
Une nouvelle église est construite entre 1883 et 1885 dans un style néo-gothique selon les plans de l'architecte Ruphy. L'église est consacrée le 23 juin 1886.
L'édifice fut restauré par les habitants du hameau de La Moussière, qui en sont les propriétaires.

## Galerie

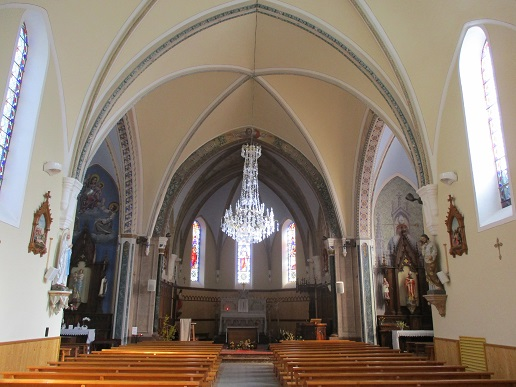
Intérieur de l'église.
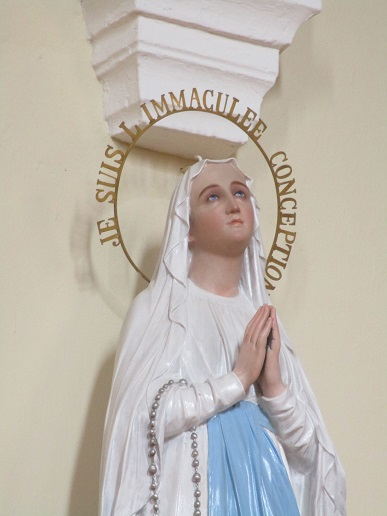
Vierge Marie
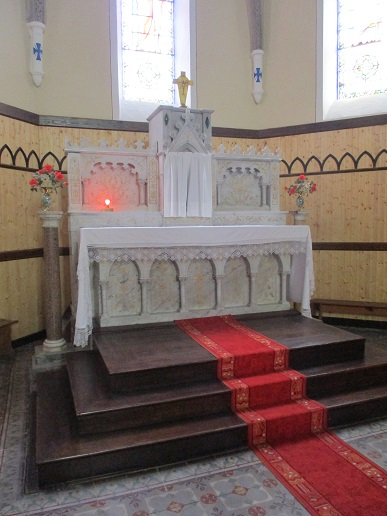
retable
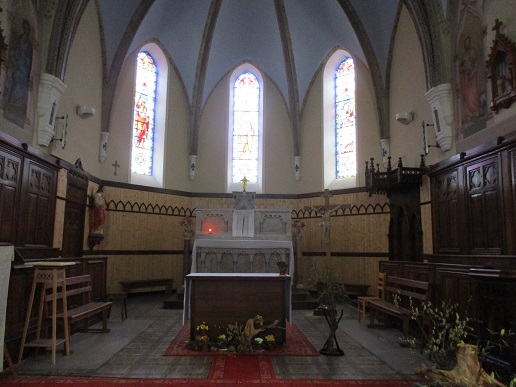
chœur
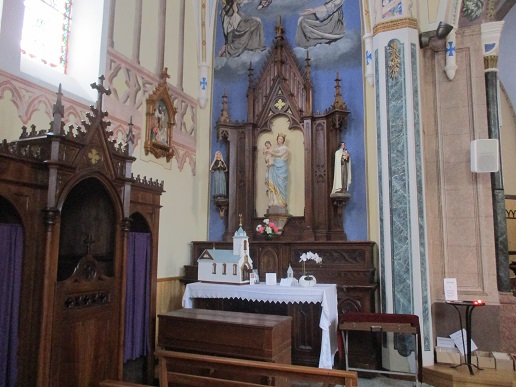
chapelle gauche
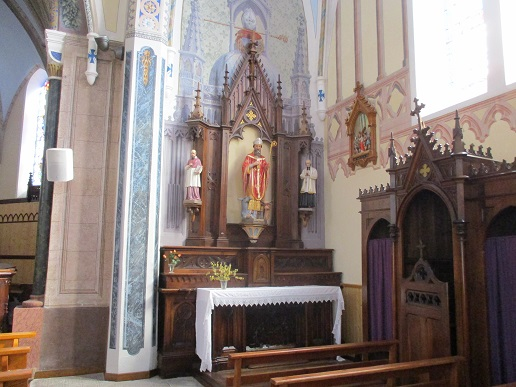
chapelle droite